# Nikolai
Nikolai est une localité d'Alaska aux États-Unis, dans la Région de recensement de Yukon-Koyukuk. Au recensement de 2010 sa population était de 94 habitants.

## Situation - climat
Elle est située sur les rives du bras sur de la rivière Kuskokwim à 74 km à vol d'oiseau de McGrath.
Les températures moyennes vont de −52 °C à −18 °C en janvier et de 6 °C à 27 °C en juillet.

## Histoire
Nikolai était un village athabascan, qui a dû être déplacé plusieurs fois depuis 1880 à cause des crues de la rivière. Le site actuel a été créé en 1918, et a été le lieu d'implantation de la poste et de l'auberge pendant la ruée vers l'or. Il se trouvait alors sur la piste qui allait vers les mines d'or d'Ophir. La localité devint ensuite un lieu d'arrêt sur la piste hivernale entre McGrath et Nenana qui fut utilisée jusqu'en 1926. L'église orthodoxe Saint-Nicolas a été bâtie en 1927. En 1948 une école privée a été ouverte, et en 1949 ce fut le tour de la poste. En 1963 les habitants ont construit une piste d'aérodrome qui est accessible toute l'année.
Les habitants pratiquent une économie de subsistance à base de chasse, de pêche et de cueillette, ainsi que de la fabrication d'objets d'artisanat ou travaillent dans les instances fédérales et gouvernementales.

## Démographie
| 1950 | 1960 | 1970 | 1980 | 1990 | 2000 | 2010 | - |
| ---- | ---- | ---- | ---- | ---- | ---- | ---- | - |
| 88   | 85   | 112  | 91   | 109  | 100  | 94   | - |